# Highlands Park (Taranaki)
Highlands Park est une banlieue de la cité de New Plymouth dans l’Île du Nord de la Nouvelle-Zélande.

## Histoire
En 2011, un chapitre local de l’Exclusive Brethren (en) proposa la construction d’une église dans Highlands Park, près de la plupart de ses 40 membres, qui vivaient à proximité.
Trois résidents proches supportèrent la proposition, mais trois autres résidents s’y opposèrent .
En février 2019, un audit du conseil régional de Taranaki (en) finançant Highlands Park avait comme un niveau bas de recyclage de la contamination, comparée avec la plupart des autres banlieues de New Plymouth .
En juin 2019, un homme fut arrêté pour incendie criminel, après que le feu ai détruit sa maison située au niveau de Highlands Park.
En septembre 2019, un travailleur au niveau d’une maison de repos de Highlands Park commença à amener ses brebis noires nouveau-nés pour distraire les résidents.

## Démographie
Le secteur de Highlands Park, qui couvre une zone de 2,92 km2 avait une population de 3 318 habitants lors du recensement néo-zélandais de 2018  en augmentation de 309 personnes (soit 10,3 %) depuis le  recensement néo-zélandais de 2013 et une augmentation de 828 personnes (soit 33,3 %) depuis le  recensement de 2006 en Nouvelle-Zélande.
Il y a 1 200 logements.
On notait la présence de 1 590 hommes et 1 725 femmes donnant ainsi un sexe-ratio de 0,92 homme pour une femme.
L’âge médian était de 49,2 ans (comparé avec les 37,4 années au niveau national), avec 597 personnes (18,0 %) âgées de moins de 15 ans, 381 personnes (11,5 %) âgées de 15 à 29 ans, 1,494 personnes (45,0 %) âgées de 30 à 64 ans et 852 personnes (25,7 %) âgées de 65 et plus.
L’ethnicité était pour 88,4 % européens/Pākehā, 7,2 % Māoris, 0,8 % peuples originaire de l’Océan Pacifique, 7,1 % sont d’origine asiatique et 3,5 % d’une autre ethnicité (le total est plus de 100% dans la mesure chacun peut s’identifier avec de multiple ethnicités en fonction de l’origine de ses parents).
La proportion des personnes nées outre-mer était de 21,8 %, comparés avec 27,1 % au niveau national.
Bien que certaines personnes objectent à donner leur religion, 44,8 % disent n’avoir aucune religion, 45,1 % étaient chrétiens, 1,1 % était hindouistes, 1,3 % étaient musulmans, 0,6 % étaient bouddhistes et 1,4 % ont une autre religion.
Parmi ceux de moins de 15 ans, 639 personnes (23,5 %) ont une licence ou un degré universitaire plus élevé et 510 personnes (18,7 %) n’ont aucune qualification.
Le revenu médian était de 34 200 $, comparé avec 31 800 personnes au niveau national.
Le statut d’emplois de ceux de moins de 15 ans étaient pour 1 230 personnes (soit 45,2 %) qui étaient employées à plein temps, 393 personnes (14,4 %) étaient à mi-temps, et 72 personnes (soit 2,6 %) étaient sans emploi .

## Voir Aussi
- Liste des villes de Nouvelle-Zélande